# Kennedy St-Pierre
Joseph (James) Kennedy St-Pierre (* 23. Oktober 1992 in Port Louis) ist ein mauritischer Amateurboxer im Superschwergewicht. Der Linksausleger ist rund 1,80 m groß und wird von Judex Bazile, Gaëtan Runghien und Richard Sunee trainiert.

## Amateurkarriere
Kennedy St-Pierre war im Weltergewicht Viertelfinalist der Commonwealth Games 2010, Silber-Medaillengewinner der Indian Ocean Island Games 2011 und Gold-Medaillengewinner der Afrikameisterschaften 2011. Zudem gewann er die Goldmedaille im Mittelgewicht bei den Afrikaspielen 2011. Bei den Weltmeisterschaften 2011 schied er in der Vorrunde gegen Vladimir Milevskij aus.
Bei der afrikanischen Olympiaqualifikation 2012 unterlag er im Achtelfinale gegen den späteren Gewinner Badreddine Haddioui und schied bei den Weltmeisterschaften 2013 in der Vorrunde gegen Avni Yıldırım aus.
2014 gewann er die Silbermedaille im Halbschwergewicht bei den Commonwealth Games, erreichte das Viertelfinale der Afrikameisterschaften 2015 und gewann die Goldmedaille im Schwergewicht bei den Afrikaspielen 2015.
2016 gewann er im Schwergewicht die afrikanische Olympiaqualifikation, wobei er Efetobor Apochi, Kevin Kuadjovi und Chouaib Bouloudinats besiegen konnte. Er startete daraufhin bei den Olympischen Spielen 2016, wo er im Viertelfinale gegen Wassili Lewit verlor.
Bei den Afrikameisterschaften 2017 schied er im Viertelfinale aus.

### AIBA Pro Boxing (APB)
Kennedy St-Pierre nahm 2014/15 am semi-professionellen Turniermodus APB teil. Dort verlor er bei den Platzierungsrunden gegen Serge Michel und Mathieu Bauderlique, gewann jedoch vorzeitig gegen den amtierenden Europameister Nikita Iwanow und qualifizierte sich damit für das APB-Titelmatch gegen Ehsan Rouzbahani, in welchem er jedoch unterlag. Anschließend verlor er noch gegen Spas Genow und Joe Ward.